# Le Châtellier (Ille-et-Vilaine)
Le Châtellier település Franciaországban, Ille-et-Vilaine megyében. Lakosainak száma 427 fő (2022. január 1.). Le Châtellier Parigné, Poilley, Saint-Germain-en-Coglès, Villamée és Les Portes du Coglais községekkel határos.

## Népesség
A település népességének változása:
| Lakosok száma | 501  | 407  | 407  | 386  | 389  | 411  | 427  | 436  | 433  | 427  |
|               | 1968 | 1982 | 1990 | 2006 | 2013 | 2015 | 2017 | 2019 | 2020 | 2022 |